# Windehausen (Diemelsee)
Koordinaten: 51° 20′ 27″ N, 8° 52′ 7″ O
Windehausen ist eine Wüstung in der Gemarkung von Flechtdorf in der nordhessischen Gemeinde Diemelsee.

## Geographische Lage
Der Ort lag auf etwa  394 Meter über Normalhöhennull. Der Ort der Wüstung ist östlich von Flechtdorf. Im 21. Jahrhundert gibt es dort die Flurnamen „Winghausen“, „Im Winde“, „An der Winde“.

## Geschichte
Windehausen wurde mehrfach urkundlich erwähnt. Es sind mehrere Namensvarianten bekannt. Das Ersterwähnungsdatum der Wüstung ist im 13. Jahrhundert, gefolgt von 1321. Die bekannten urkundlichen Zeugnisse finden sich in folgender Übersicht:
- Windehus (13. Jahrhundert) [Verzeichnis von Zehnt-Einkünften der Abtei Corvey, in: Liber vitae der Abtei Corvey, Bd. 1, S. 113, i.5]
- Windehusen (1321) [Westfälisches Urkundenbuch 9,4: Urkunden des Bistums Paderborn 1301–1325, S. 953–954, Nr. 1990]
- Wyndehusen (1399) [HStAM Bestand Urk. 85 Nr. 292]
- Windehausen (1537) [Landregister der Grafschaft Waldeck]
- Windehusen (1541) [Landregister der Grafschaft Waldeck]

1399 versetzte Graf Adolf von Waldeck an seinen Bruder Heinrich seinen Teil Windehausen. Um 1537 verfügten die Grafen von Waldeck-Eisenberg über 300 Morgen Ackerland und beträchtliche Wiesenflächen in Windehausen, die sich später im Besitz des Hospitals Flechtdorf befanden. Der Ort ist vermutlich schon vor 1537 wüst gefallen. Die Feldmark wurde später von Flechtdorf und Mühlhausen aus bestellt.